# Auneau-Bleury-Saint-Symphorien
Auneau-Bleury-Saint-Symphorien é uma comuna francesa na região administrativa do Centro-Vale do Loire, no departamento de Eure-et-Loir. Estende-se por uma área de 34.29 km². Em 2010 a comuna tinha 6 125 habitantes (densidade: 178,6 hab./km²).
Foi criada em 1 de janeiro de 2016, a partir da fusão das antigas comunas de Auneau e Bleury-Saint-Symphorien.